# Eindspel (toneelstuk)
Eindspel is een absurd toneelstuk van de Ierse schrijver Samuel Beckett. De tragikomische eenakter gaat over een bazige, verlamde, blinde, oudere man die samen met zijn huisknecht en zijn hoogbejaarde ouders, die in vuilnisbakken leven, een niet nader gespecifieerd einde afwacht. De titel van het stuk verwijst naar de gelijknamige schaakterm en symboliseert de strijd die de personages onderling en met zichzelf uitvechten en lijken te verliezen.
Beckett schreef het stuk oorspronkelijk in het Frans onder de titel Fin de Partie en vertaalde het zelf naar het Engels als Endgame. Het stuk werd voor het eerst opgevoerd in het Royal Court Theatre in Londen op 3 april 1957. Door zijn minimalistische stijl en existentialistische thematieken staat het stuk bekend als een van de meest typerende werken uit Becketts oeuvre en als een van de belangrijkste toneelstukken van de 20e eeuw.

## Plot
Het stuk speelt zich af in een somber huis in een schijnbaar post-apocalyptische setting. De blinde, verlamde Hamm wordt door zijn knecht Clov gewekt en klaargemaakt voor een nieuwe dag; die doet dat door een laken dat over hem lag weg te trekken, terwijl Hamm zelf een bebloede zakdoek van zijn gezicht haalt. Clov merkt op dat het "bijna gedaan" is, zonder te specifiëren wat "het" juist is. Uit twee vuilnisbakken in de kamer komen Nell en Nagg tevoorschijn, de ouders van Hamm, die zich zowel tegen hen als tegen Clov erg neerbuigend en ondankbaar uitlaat. Op een gegeven moment lijkt Nell te sterven, maar Nagg is de enige die daarom geeft. Ondertussen vertelt Hamm een verhaal in het verhaal waarin de verteller benaderd wordt door een armzalige man die om eten smeekt voor zijn zoon.
Verder gebeurt er weinig. Veel van de actie omvat opzettelijk banale en/of monotone taferelen, zoals Clov die Hamms stoel steeds een beetje verschuift, zodat die het gevoel heeft "in de juiste positie" te zitten. Clov dreigt er geregeld mee zijn bazige meester te verlaten, maar het is duidelijk dat hij nergens anders naartoe kan gaan en hij onderneemt dan ook geen verdere actie. Hamm sluit het verhaal dat hij vertelde af; het wordt duidelijk dat hijzelf de verteller van het verhaal is, en Clov de zoon van de armoedige man. Uiteindelijk gelooft de blinde Hamm dat Clov hem verlaten heeft, maar die staat roerloos naast hem met zijn jas aan en een koffer vast. Ook als hij zijn vader roept, krijgt hij geen antwoord. Hij gooit een aantal spullen die hij op zak had weg en legt de bebloede zakdoek van aan het begin van het stuk weer over zijn gezicht.

## Personages
- Hamm: een blinde, verlamde, oudere man. Hij komt zijn stoel niet uit en klaagt over hoe slecht hij het heeft, maar heeft die ook over zichzelf afgeroepen door zijn egoïstische, onverschillige gedrag. Hij komt cynisch en bazig over en laat zich neerbuigend uit tegenover de andere personages.
- Clov: de knecht van Hamm, die voortdurend onrustig rondloopt en in de weer voor zijn meester. Hij komt weemoedig over, lijkt naar iets te verlangen en dreigt er regelmatig mee te vertrekken, maar onderneemt geen actie.
- Nagg: de vader van Hamm, die geen benen heeft en in een vuilnisbak leeft. Hij is zachtaardig en vaderlijk, maar betreurt de onverschilligheid van zijn zoon.
- Nell: de moeder van Hamm, die geen benen heeft en in een vuilnisbak leeft. Op een gegeven moment sterft ze, maar enkel Nagg treurt erom.

Beckett zou de namen van de personages gebaseerd hebben op het Engelse woord voor hamer (hammer) en de Franse, Duitse en Engelse woorden voor nagel (clou, Nagel, nail). Beide voorwerpen weerspiegelen ook de verhouding tussen Hamm en de andere personages.

## Interpretatie
De titel van het stuk verwijst naar de gelijknamige schaakterm en symboliseert de onderlinge (en innerlijke) strijd van de verschillende personages. Dat het eindspel de laatste fase is van een partij schaak, zou verklaren waarom doorheen het stuk wordt gezinspeeld op een bepaald naderend einde, zoals door Clov, wanneer die stelt dat het "bijna gedaan" is. Verder bevat het stuk nog enige (beperkte) schaaksymboliek. Zo kan de onbeweeglijke, maar bazige Hamm bijvoorbeeld beschouwd worden als de koning en is de onrustige, beweeglijke maar wispelturige Clov te vergelijken met een loper. De (indirecte) schaakverwijzingen en verhoudingen tussen personages vertonen overigens opvallende overeenkomsten met de tweede sectie van T.S. Eliots The Waste Land, getiteld "A Game of Chess".
Het naderende einde in kwestie zou ook het einde van het stuk zelf kunnen zijn. Het stuk bevat diverse postmoderne en metafictionele elementen en de personages lijken zich er tot op zekere hoogte van bewust te zijn dat ze zich in een toneelstuk bevinden. Ook zou het abstracte en soms incoherente stuk, dat tegengesteld wordt aan Hamms relatief heldere raamvertelling, zelf als een parodie op het vertellen van verhalen kunnen worden gezien.

## Ontvangst
Aanvankelijk was Eindspel niet bijzonder succesvol, maar vanaf de jaren 1960 groeide de waardering voor het stuk. Tegenwoordig staat het bekend als een klassieker en als een van de invloedrijkste toneelstukken van de 20e eeuw. De Amerikaanse literatuurcriticus Harold Bloom noemde het zelfs het origineelste literaire werk van de 20e eeuw. Ook Beckett zelf beschouwde het als een van zijn favoriete werken. Het absurde verhaal en de minimalistische stijl maken het samen met Wachten op Godot tevens een van zijn meest typerende werken.